# Schultze & Weaver
L'agence Schultze & Weaver est un cabinet d'architectes américain fondé en 1921 à New York par Leonard Schultze et S. Fullerton Weaver. Elle est notamment connue pour avoir dessiné les plans de l'hôtel Waldorf-Astoria à New York.

## Réalisations
Sous le nom Schultze & Weaver
- 1922 Los Angeles Biltmore Hotel, Los Angeles
- 1922 Park Lane Apartment Hotel, Manhattan, New York[1]
- 1923 Hellman Commercial Trust & Savings Bank Building, Los Angeles[2]
- 1923 Jonathan Club, Los Angeles[2]
- 1924 Atlanta Biltmore Hotel, Atlanta
- 1924 Hotel Sevilla-Biltmore, La Havane, Cuba
- 1924 Pacific Mutual Garage, Los Angeles[2]
- 1925 Coral Gables Biltmore Hotel, Coral Gables
- 1925 Breakers Hotel, Palm Beach
- 1925 Hunter-Dulin Building, San Francisco
- 1925 J. C. Penney Co. Building, Manhattan[3]
- 1925 Miami Daily News Tower, Miami
- 1925 Subway Terminal Building, Los Angeles[2]
- 1926 Ingraham Building, Miami[3]
- 1927 Hotel Sherry Netherland, Manhattan
- 1928 Brisbane House, Manhattan[1]
- 1929 News-Sun Building, Springfield[4]
- 1929 Hôtel Pierre, Manhattan
- 1929 Lexington Hotel, Manhattan[3]
- 1930 Trump Parc Condominiums (Barbizon Plaza Hotel), Manhattan[3]
- 1931 Fifth Avenue Bank Building, Manhattan[1]
- 1931 Hôtel Waldorf-Astoria, Manhattan
- 1937 United States Post Office, Scarsdale

Sous le nom Leonard Schultze and Associates, pour la Metropolitan Life Insurance Company
- 1941 Parkfairfax, Alexandria
- 1944 Parkmerced, San Francisco
- 1944 Park La Brea, Los Angeles

Sous le nom Leonard Schultze and Associates, pour les Nations Unies
- 1948 Parkway Village, New York